# رون لي
رون لي (بالإنجليزية: Ron Lee)‏ مواليد 2 نوفمبر 1952 في بوسطن، هو لاعب كرة سلة أمريكي. بدأ مسيرته الاحترافية في سنة 1976. تم اختياره من قبل فريق فينيكس صنز خلال الدرافت. يبلغ طوله 6 قدم 4 بوصة (1.9 م). اعتزل اللعب في 1986.

## المسيرة الاحترافية
لعب مع فينيكس صنز من سنة 1976 إلى 1979، ثم لعب مع يوتا جاز في سنة 1979، ثم لعب مع أتلانتا هوكس في موسم 1979–1980، ثم لعب مع ديترويت بيستونز من سنة 1979 إلى 1982، ثم لعب مع فيكتوريا يبرتاس بيزارو في الدوري الإيطالي في سنة 1983.

## روابط خارجية
- رون لي على موقع إن بي أي (الإنجليزية)
- رون لي على موقع سبورتس رفرنس (الإنجليزية)
- رون لي على موقع كلية كرة السلة في سبورتس رفرنس.كوم (الإنجليزية)
- رون لي على موقع ريلجم (الإنجليزية)
- رون لي على موقع بروبوليرز (الإنجليزية)